# López-Ortiz
López-Ortiz es un apellido compuesto de los apellidos patronímicos López y Ortiz. El apellido López, tiene casas solares conocidas en: Galicia (trece roeles), en el Señorío de Vizcaya (dos lobos en palo) y en el Valle de Carriedo y en Espinosa de los Monteros (castillo en llamas). Los Ortiz, son originarios del Reino de Navarra que poblaron el Valle de Mena donde tuvieron torres en varias localidades. En Espinosa de los Monteros tuvieron casa solar con escudo del lucero de ocho puntas y en bordura ocho rosas, en el valle de Carriedo cuyas armas son un león rampante con bordura de ocho rosas.
Como apellido compuesto, López-Ortiz tiene tres orígenes con linajes conocidos en Cantabria, en Murcia y en La Rioja.

## Cantabria
La primera referencia del apellido López en los Montes de Pas se tiene en 1333, cuando Pedro López, merino del Rey, devuelve las llaves del Monasterio de Nuestra Señora de la Vega al Abad de Oña, a quien le pertenecían.
Posteriormente en 1377 en el pleito de Soba contra Espinosa por los Montes de Pas hay un clérigo de Quintanilla llamado Ruy López. Ya a mediados del siglo XV aparecen Juan López de Bayllo y Pedro López de Vedón en pleitos de 1467 y 1492. Finalmente Gonzalo López de Espinosa en 1514 y Juan López Pelayo, Juan López de Espinosa y Diego López de la Losa son vecinos en pleito de 1565 por cerramientos de prados.
En el padrón de Espinosa de 1613 aparecen ocho hidalgos con el apellido López (4 se llaman Juan, 3 Pedro y 1 Ruy) pero ninguno como compuesto López-Ortiz. De estos es muy probable que solamente Juan López del Alar (S. Pedro Romeral); Juan y Pedro López hermanos o Ruy López y sus hijos Pedro y Juan López hermanos, puedan ser tronco del linaje. También existió en la vecina localidad de Bárcena (Entrambasmestas) el apellido López-Guazo del solar de Guazo Bustillo en San Andrés de Luena donde tenían capilla y sepulturas en el siglo XVII.
En Cantabria, se cree surge como linaje compuesto López-Ortiz, en la localidad de Aldano en el siglo XVII. Existen tres Pleitos o expedientes de Hidalguía en la Chancilleria de Valladolid en el siglo XVIII de: Francisco López-Ortiz (vecino de Villafufre), Ángel López-Ortiz (vecino de Vega de Pas) y de Bernardo López (vecino de Esponzués), los dos primeros de Entrambasmestas y el tercero de San Pedro del Romeral.
En el padrón de hidalgos de 1754 de Entrambasmestas, hay ocho familias con el apellido López-Ortiz, vecinos de la localidad de Aldano. También una con el apellido López de la Portilla y López Villa. En 1737 también una de López Villegas, López Pardo, López Calderón y López Conde. En el siglo XX López-Ortiz entronca con Ruiz de Villa.

## Murcia
En Murcia, en la villa de Caravaca a comienzos del siglo XVIII, el linaje López-Ortiz era de hidalgos muy hacendados en Archivel. Hubo varios Regidores de la villa de Caravaca del linaje López-Ortiz en la segunda mitad de ese siglo. En 1839, Sebastián Quijano y Jover, López y López-Ortiz, Caballero de la Orden de Carlos III, descendía por parte de abuela materna del mismo linaje López-Ortiz de Caravaca.

## La Rioja
En La Rioja, en el lugar de Calahorra en 1756, hubo un Caballero de Calatrava llamado Juan López y Villanueva, López Martínez y López-Ortiz, apellido este último de origen en Valgañon (Rioja Alta).